# Ngòi Hút
Ngòi Hút là một phụ lưu cấp 1 của sông Hồng, chảy ở các huyện phía tây tỉnh Yên Bái, Việt Nam .
Sông dài chừng 65 km..

## Dòng chảy
Ngòi Hút bắt nguồn từ hợp lưu của nhiều suối ở xã Cao Phạ huyện Mù Cang Chải tỉnh Yên Bái, chảy quanh co về hướng đông. 21°46′2″B 104°15′56″Đ / 21,76722°B 104,26556°Đ.
Qua các xã Tú Lệ, Nậm Có, Nậm Búng thì chuyển hướng bắc chảy qua Phong Dụ Thượng. Sang xã Phong Dụ Hạ sông chuyển hướng đông bắc đến xã Đông An huyện Văn Yên thì đổ vào sông Hồng. Bên kia sông không xa là ga Trái Hút.

## Thủy điện
Thủy điện Ngòi Hút 1 công suất lắp máy 8,4 MW đã xây dựng tại xã Phong Dụ Thượng  21°48′27″B 104°26′4″Đ / 21,8075°B 104,43444°Đ.
Thủy điện Ngòi Hút 2 công suất lắp máy 48 MW, đã xây dựng tại xã Nậm Có, huyện Mù Cang Chải  21°47′35″B 104°20′15″Đ / 21,79306°B 104,3375°Đ.
Thủy điện Ngòi Hút 2A công suất ắp máy 8,4 MW bắt đầu xây dựng năm 2015 tại xã Nậm Có, huyện Mù Cang Chải, hoạt động liên hoàn với Ngòi Hút 2 .
Ngòi Hút 3 đã được duyệt quy hoạch .

## Thơ văn
Thời trước năm 1940 vùng này nổi tiếng với câu nói:
Cọp Bảo Hà, ma Trái Hút
Ngày nay cọp đã bị săn bắt hết, nên ma cũng mất theo.

## Chỉ dẫn
1. ↑  Trong tiếng Việt thì "Ngòi" có nghĩa là sông, suối.